# Cratere Tacitus
Tacitus è un cratere lunare di 39,81 km situato nella parte sud-orientale della faccia visibile della Luna.